# كلية سانت جونز (كامبريدج)

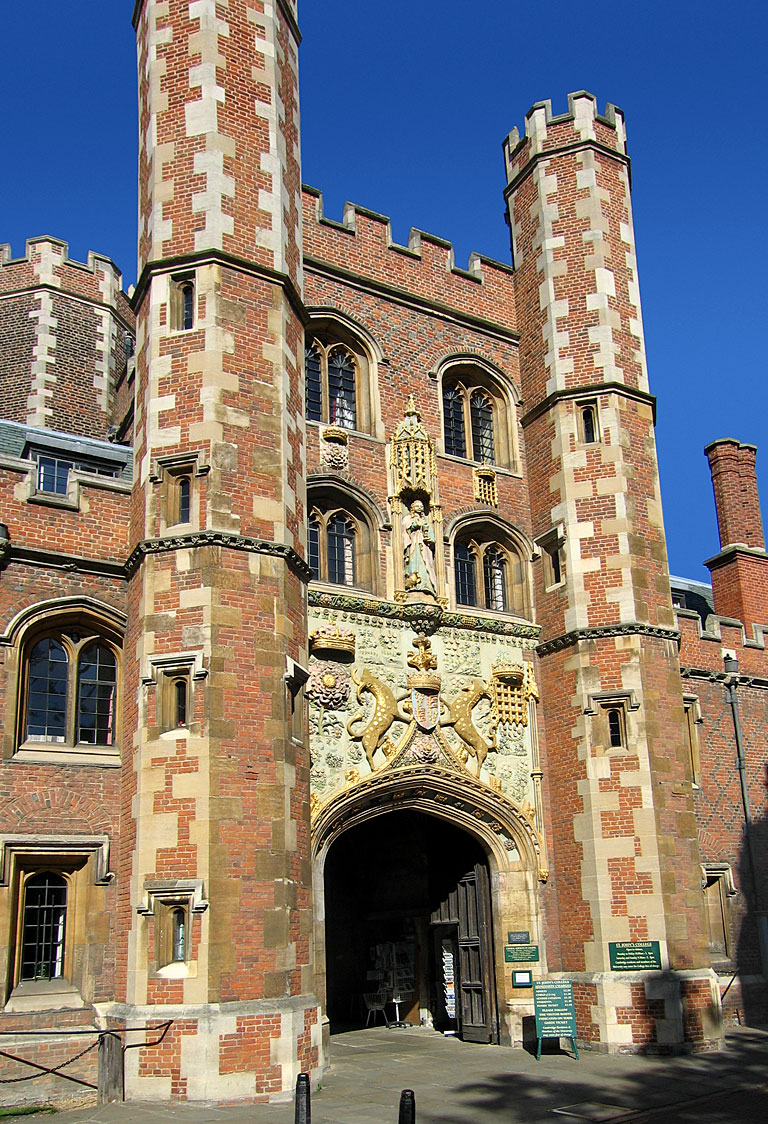
مدخل الكلية

كلية سانت جونز هي إحدى كليات جامعة كامبريدج الواحدة والثلاثون. تم تأسيسها عام 1511م من قبل مارغريت بوفورت والدة هنري السابع ملك إنجلترا. تعد الكلية ثاني أهم كليات جامعة كامبريدج ودرس فيها تسعة أشخاص حازوا على جائزة نوبل و ستة أشخاص شغلوا منصب رئيس الوزراء.
درس بها الفزيائى الهندي فيكرام سرابهاي والفيزيائي الباكستاني محمد عبد السلام، وكذلك وليام غريغور.